# Paragrynex ochreosparsus
Paragrynex ochreosparsus là một loài bọ cánh cứng trong họ Cerambycidae.